# Râul Repedea, Ruscova
Râul Repedea este un curs de apă, afluent al râului Ruscova. 